# كأس رابطة الأندية الإنجليزية المحترفة 2001–02
كأس رابطة الأندية الإنجليزية المحترفة 2001–02 (بالإنجليزية: 2001–02 EFL Cup)‏ هو الموسم رقم 42 من كأس رابطة الأندية الإنجليزية المحترفة. والمعروفة أيضًا باسم كأس كاراباو (بالإنجليزية: Carabao Cup)‏ لأسباب تتعلق بالرعاية. المسابقة مفتوحة أمام جميع الأندية المشاركة في الدوري الإنجليزي الممتاز و‌دوري كرة القدم الإنجليزية.
فاز بلاكبيرن روفرز باللقب، بعد فوزه على توتنهام هوتسبير 2–1 في النهائي.